# Ahmed El-Kass
Ahmed Abdou El-Kass (Alessandria d'Egitto, 8 luglio 1965) è un ex calciatore egiziano, di ruolo attaccante.

## Carriera
Con la Nazionale egiziana ha partecipato ai Mondiali 1990.